# Tipula (Hesperotipula) opisthocera
Tipula (Hesperotipula) opisthocera is een tweevleugelige uit de familie langpootmuggen (Tipulidae). De soort komt voor in het Nearctisch gebied.